# Bombylius socotrae
Bombylius socotrae är en tvåvingeart som beskrevs av Greathead 1969. Bombylius socotrae ingår i släktet Bombylius och familjen svävflugor. Inga underarter finns listade i Catalogue of Life.